# Маргарита (кронпринцеса Румунії)
Принцеса Маргарита Румунська, також іменується Кронпринцеса Румунська, Берегиня Румунського престолу, колишня  принцеса Гогенцоллерн (26 березня 1949 року, Лозанна, Швейцарія) — старша дочка колишнього короля Румунії Міхая I, і його дружини королеви Анни. Вона є пра-пра-пра-правнучкою королеви Вікторії і хрещеною дочкою принца Філіпа.
У Маргарити немає дітей. Її спадкоємицею стане її сестра, принцеса Олена Румунська. Однак згідно з салічним законом, ні Маргарита, ні її сестра не можуть успадкувати трон. 30 грудня 2007 року, король Міхай призначив принцесу Маргариту передбачуваною спадкоємицею трону, подарувавши їй титул «кронпринцеса Румунська», хоча цей указ через відсутність схвалення Парламенту не має юридичної сили. Король Міхай звернувся до румунського Парламенту з проханням, щоб у разі відновлення монархії салічний закон престолонаслідування був скасований.

## Біографія
Свої дитячі роки Маргарита провела в Швейцарії. Після закінчення середньої школи вона планувала вступати в паризьку Школу витончених мистецтв. Сім'я переконала її провести рік з бабусею, Королевою-матір'ю Оленою, у Флоренції. Потім вона вступила до Единбурзького університету, випустившись з якого працювала в різних британських університетах, спеціалізуючись на соціології медицини і охороні здоров'я.
Маргарита брала участь в дослідницькій програмі Всесвітньої організації охорони здоров'я, спрямованої на розвиток політики охорони здоров'я і розробку превентивних проектів. У 1983 році вона переїхала в Рим і стала співпрацювати з Продовольчою і сільськогосподарською організацією ООН. Як один з організаторів Всесвітнього дня продовольства вона працювала над кампанією з підвищення обізнаності населення про сільськогосподарські проекти, по боротьбі з голодом і бідністю. Три роки по тому вона вступила в Міжнародний фонд сільськогосподарського розвитку.
У 1989 році вона приєдналася до свого батька в Женеві і присвятила себе благодійній роботі в Румунії. Вона знайшла рідну країну в гнітючому стані: більше 150 тис. дітей жили в сирітських притулках. Це справило на Маргариту сильне враження, і в 1990 році вона створила Фонд принцеси Маргарити Румунської, некомерційну організацію, що займається формуванням громадянського суспільства в Румунії. На сьогоднішній день Фонд здійснює програми щодо поліпшення житлових умов дітей, молодих сімей та літніх, по формуванню зв'язків між молодим і старим поколіннями, по стимулюванню неурядових організацій, які працюють з дітьми, з розвитку творчості. За роки свого існування Фонд зібрав понад 5 млн євро.

## Особисте життя
21 вересня 1996 року в Лозанні Маргарита вийшла заміж за Раду Дуду, якому було надано титул принца Гогенцоллерн-Верінг 1 січня 1999 року. Зараз його повний титул Його королівська високість Раду, принц Румунії, майбутній принц-консорт Румунії. Супроводжуваний дружиною, або найчастіше один він зазвичай представляє монаршу родину на різних світських заходах. Маргарита і Раду познайомилися в 1994 році під час роботи в Фонді принцеси Маргарити. Вони живуть у Палаці Єлизавети в Бухаресті.
Під час навчання в Единбурзькому університеті Маргарита була в романтичних стосунках з Гордоном Брауном, майбутнім прем'єр-міністром Великої Британії.

## Нагороди
- Кавалер ордена Почесного легіону.[18]